# Shinzo Koroki
Shinzo Koroki (født 31. juli 1986) er en japansk fodboldspiller.

## Japans fodboldlandshold
| Japans landshold | Japans landshold | Japans landshold |
| År               | Kmp              | Mål              |
| ---------------- | ---------------- | ---------------- |
| 2008             | 2                | 0                |
| 2009             | 8                | 0                |
| 2010             | 1                | 0                |
| 2011             | 1                | 0                |
| 2012             | 0                | 0                |
| 2013             | 0                | 0                |
| 2014             | 0                | 0                |
| 2015             |                  |                  |
| Total            | 12               | 0                |